# Elacatis umbrosus
Elacatis umbrosus es una especie de coleóptero de la familia Salpingidae.

## Distribución geográfica
Habita en Estados Unidos.